# Église Saint-Marcel de Saint-Marcel (Ardennes)
L'église Saint-Marcel est une église du XVIe siècle située au centre du village Saint-Marcel, en France.

## Description
L'église s'ouvre par une tour-porche doté d'un portail de style flamboyant (mails les sculptures sont en partie mutilées). Ses voussures sont ornées de rinceaux et de sarments de vigne, sculptées dans la pierre. Ce porche est suivi d'une nef de quatre travées, sans bas-côtés, voutée en plein cintre sur croisée d'ogives retombant en pénétration dans les piles. Le transept est fermé par un chœur d'une travée, doté d'une abside à cinq pans.
À l'intérieur, plusieurs éléments du mobilier religieux sont intéressants, notamment la chaire à prêcher en bois sculpté du XVIIIe siècle, le maître-autel de la même époque, au fond de l'église, à baldaquin et colonnes corinthiennes en marbre, l'autel du Saint-Rosaire dans le bras sud du transept. Il faut noter aussi une dalle funéraire en marbre noir de 1543 du seigneur Gratien de Maillart et de son épouse Thiriette d'Isnard.
Les vitraux, jouant d'alternance de verres colorés, sont à remarquer également.

## Localisation
L'église est située sur la commune de Saint-Marcel, dans le département français des Ardennes. Elle est au milieu de la place centrale du village.

## Historique
L'édifice est du XVIe siècle. Elle a été classée au titre des monuments historiques en 1911.